# 水資源保全条例
水資源保全条例（みずしげんほぜんじょうれい）とは、日本の条例である。

## 概要
外国資本が、水資源に絡む土地を取得した後に乱開発されていることを受けて、日本の地方公共団体として水資源の確保のために、事業者が水資源に絡む土地取引について事前届け出や自治体との協議を義務付けることなどを規定している。
北海道ニセコ町が2011年4月に「ニセコ町水道水源保護条例」を制定し、5月に施行されたのが最初である。都道府県では北海道が2012年3月に「北海道水資源の保全に関する条例」を制定し、4月に施行されたのが最初である。

## 道府県の条例
| 道県   | 条例名                                       |
| ------ | -------------------------------------------- |
| 北海道 | 北海道水資源の保全に関する条例               |
| 秋田県 | 秋田県水源森林地域の保全に関する条例         |
| 山形県 | 山形県水資源保全条例                         |
| 茨城県 | 茨城県水源地域保全条例                       |
| 栃木県 | 栃木県水源地域保全条例                       |
| 群馬県 | 群馬県水源地域保全条例                       |
| 埼玉県 | 埼玉県水源地域保全条例                       |
| 山梨県 | 山梨県の湧水保全に関する条例                 |
| 新潟県 | 新潟県水源地域の保全に関する条例             |
| 長野県 | 長野県豊かな水資源の保全に関する条例         |
| 石川県 | 水資源の供給源としての森林の保全に関する条例 |
| 富山県 | 富山県水源地域保全条例                       |
| 福井県 | 福井県水源涵養地域保全条例                   |
| 岐阜県 | 岐阜県水源地域保全条例                       |
| 静岡県 | 静岡県水循環保全条例                         |
| 三重県 | 三重県水源地域の保全に関する条例             |
| 滋賀県 | 滋賀県水源森林地域保全条例                   |
| 京都府 | 京都府森林水源地域の保全等に関する条例       |
| 徳島県 | 徳島県豊かな森林を守る条例                   |
| 宮崎県 | 宮崎県水源地域保全条例                       |